# Necmi Onarıcı
Necmi Onarıcı (Kadıköy, 1925. november 2. – 1968. augusztus 21.) török labdarúgócsatár.
A török válogatott színeiben részt vett az 1954-es labdarúgó-világbajnokságon.